# Дивізія «Святий Ласло» (Королівство Угорщина)
Дивізія «Святий Ласло» (угор. Szent László hadosztály) — бойовий, елітний підрозділ угорської королівської армії, сформований у жовтні 1944 року для відбиття наступу радянських військ.

## Формування та організація

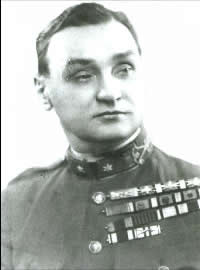
Золтан Сюдьї — командир дивізії (Zoltan Szugyi)

Дивізія «Святий Ласло» (угор. Szent László hadosztály) була сформована в жовтні 1944 року і являла собою елітний підрозділ зібраний з найкращих солдатів і офіцерів угорської армії. Дивізія була названа на честь Святого Ласло (більш відомого як Владислав), короля Угорщини в 1077—1095 років, що був покровителем військових.
В дивізію набирали спеціально відібраних бійців з інших військових підрозділів та молодих добровольців з націоналістичної молодіжної організації (угор. Levente), а основою для формування став елітний парашутно-десантний батальйон. Дивізія отримала німецьке озброєння, і уніформу, що мала характерні риси німецького обмундирування.

## Бойовий штатний розклад
- 1-й парашутний полк
- парашутний батальйон
- батальйон важкого озброєння
- навчальний батальйон
- 2-й піхотний полк
- королівський гвардійський піхотний батальйон
- королівський жандармський батальйон
- 3-й повітряно-десантний полк
- 1-й артилерійський батальйон
- 6-й моторизований артилерійський батальйон
- 9-й артилерійський батальйон
- 76-й артилерійський батальйон
- 1-й ракетно-пусковий батальйон
- 20-й батальйон штурмових гармат
- Моторизований військово-інженерний батальйон «Святий Ласло»
- Бронетанковий розвідувальний батальйон «Святий Ласло»
- Моторизований сигнальний батальйон «Святий Ласло»
- Дивізійні частини підтримки та постачання «Святий Ласло»[2]

## Уніформа
Дивізія отримала німецьке обмундирування: стандартну польову форму. На польовому кашкеті не було традиційного коричневого шеврону з відзнаками, як в лінійній угорській армії.
Солдати 1-го парашутного батальйону носили звичайну армійську форму з зеленими піхотними петлицями. Спорядження також було стандартним для піхоти.
Солдати і офіцери дивізії, за винятком особового складу 1-го батальйону, в основному не носили спеціального парашутного обмундирування. Каски теж змінилися на старі загальновійськові угорські 38М (копія німецьких М35). Оскільки дивізію формували німці, в спорядженні були широко поширені німецькі зразки екіпіровки та озброєння.

## Озброєння

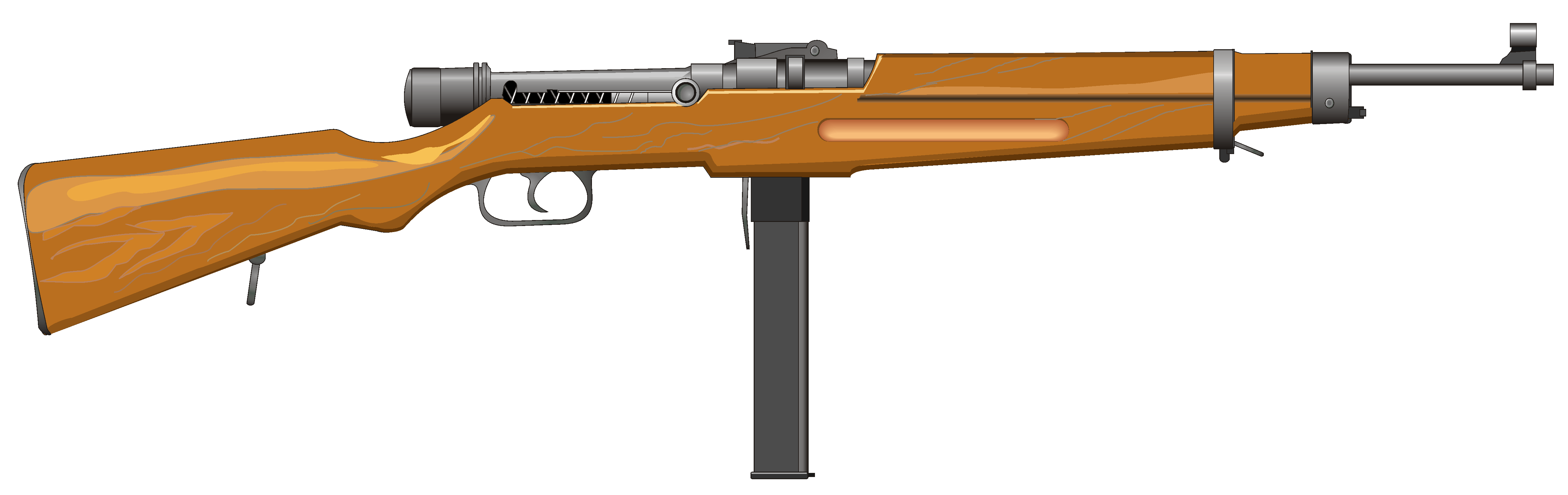
Угорський пістолет-кулемет М-43

Особовий склад мав звичайні гвинтівки, а також вітчизняні пістолети-кулемети 39М, важкі і мало придатні для потреб ПДВ. Парашути були німецького зразка. У ході війни набули поширення німецькі автомати МР-40 і модернізовані угорські 43М.
Десантування могло проводитися з тримоторного транспортного літака італійського виробництва Caproni Ca.101 і Savoia-Marchetti SM.35. У 1943 році вони були замінені на німецькі двомоторні бомбардувальники Junkers 86. 

Резервними військово-транспортними літаками були Ju 52.

## Бойовий шлях дивізії

Будапештська операція

Бойове хрещення дивізія прийняла 19 грудня 1944 року. По суті дивізія використовувалася як батальйонні групи для ліквідації численних проривів на радянсько-німецькому фронті. Частинам дивізії, яким довелося діяти окремо одна від одної були нанесені важкі втрати під час битви за Угорщину взимку 1944—1945 рр. Але до квітня 1945 року дивізія була поповнена із залишків інших підрозділів угорської армії. Дивізія продовжувала активні дії до кінця війни в північній Хорватії та південній Австрії. Із закінченням війни залишки дивізії перетнули Альпи і в Каринтії здалися британським військам.

## Командування
Золтан Сюдьї (угор. Zoltan Szugyi), бригадний генерал.